# Колония-дель-Сакраменто
Колония-дель-Сакраменто (исп. Colonia del Sacramento, ранее порт. Colônia do Sacramento) — город и порт на юго-западе Уругвая. Административный центр департамента Колония.
Город известен благодаря своему историческому району, который внесён в список всемирного наследия ЮНЕСКО. Экономика города основана на производстве текстиля. Колония-дель-Сакраменто является свободной экономической зоной.

## История
Колония была основана португальцами в 1680 году, однако испанцы, обосновавшиеся на противоположном берегу Ла-Платы, оспаривали принадлежность этой территории. В том же 1680 году колония была захвачена испанским военным Хосе де Гарро, однако уже в следующем году возвращена Португалии. Город был вновь взят испанцами в марте 1705 года, однако в 1713 году возвращён Португалии по Утрехтскому мирному договору. Но упорная борьба за обладание Колония-дель-Сакраменто не прекращалась и в дальнейшем город многократно переходил из рук в руки, пока в конечном итоге не остался за испанцами.

## География и климат
Расположен на берегу залива Ла-Плата, примерно в 177 км к западу от столицы страны, города Монтевидео. Абсолютная высота — 27 метров над уровнем моря.
Климат Колония-дель-Сакраменто характеризуется как влажный субтропический, с тёплым летом и прохладной зимой. Среднегодовая темпаратура составляет 17 °C. Среднее годовое количество осадков — 1039 мм.

## Население
По данным на 2011 год население города составляет 26 231 человек.
| Год  | Население |
| ---- | --------- |
| 1908 | 8021      |
| 1963 | 12 846    |
| 1975 | 17 046    |
| 1985 | 19 102    |
| 1996 | 22 200    |
| 2004 | 21 714    |
| 2011 | 26 231    |

Источник: Instituto Nacional de Estadística de Uruguay

## Галерея

Виды Barrio Histórico
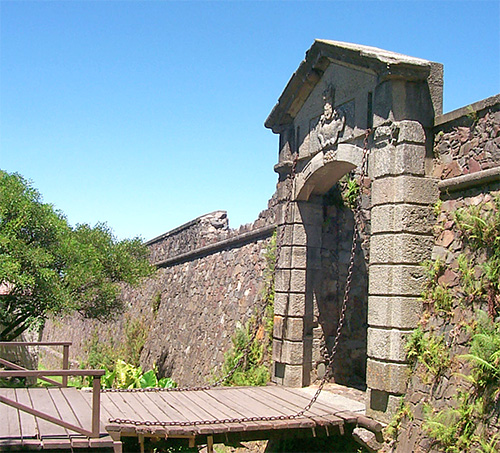
Portón de Campo, городские ворота
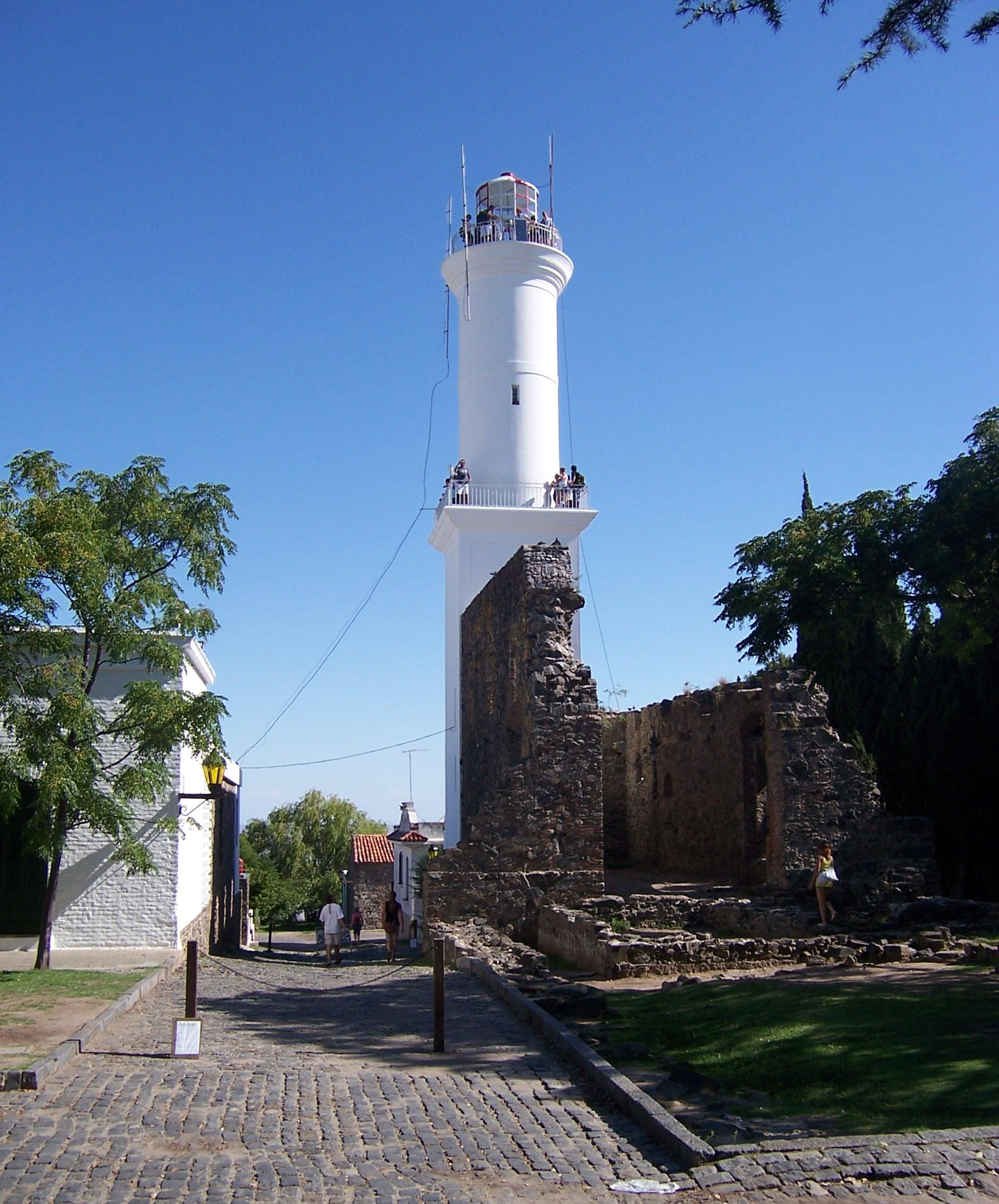
Маяк
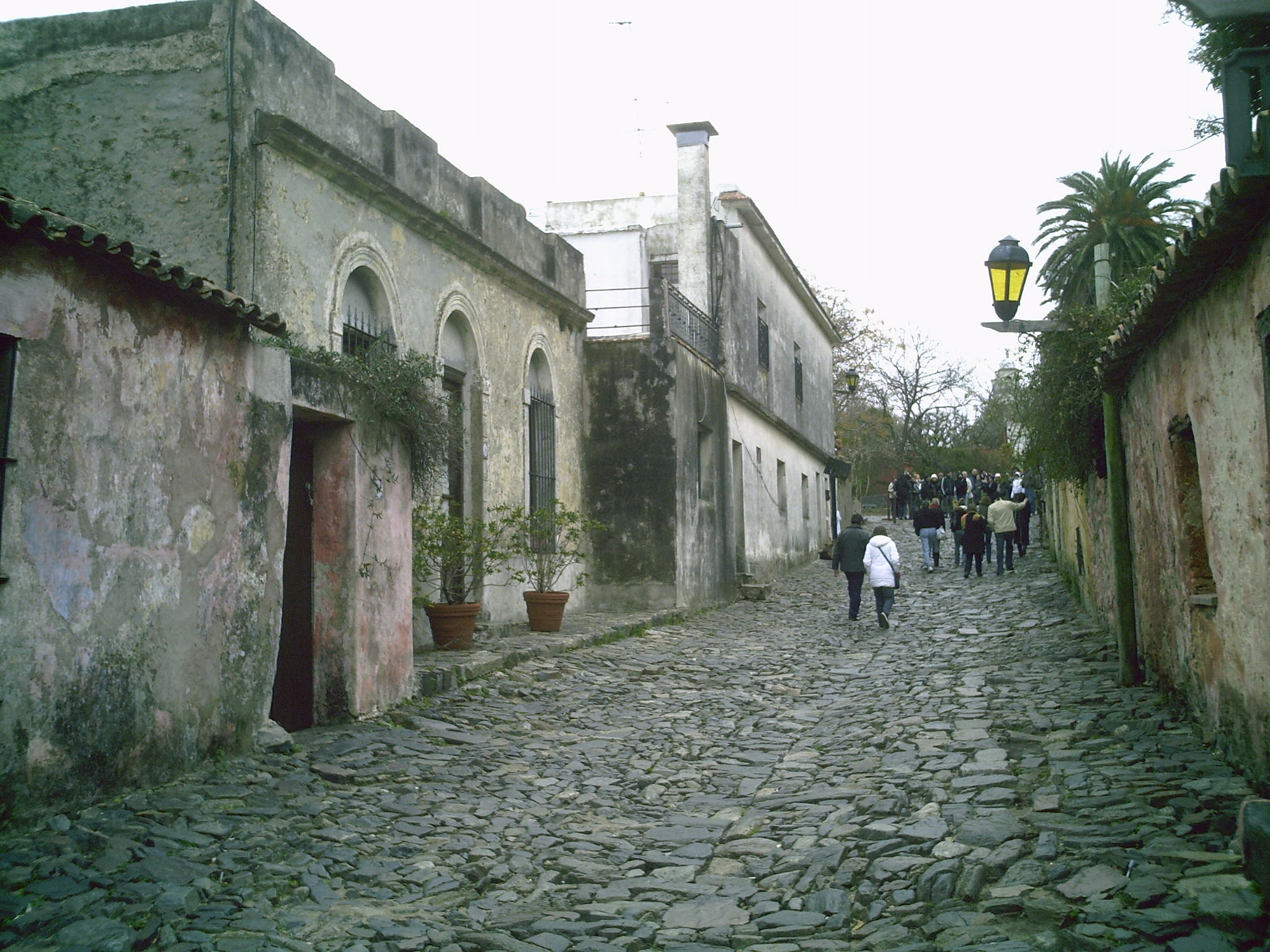
Улица
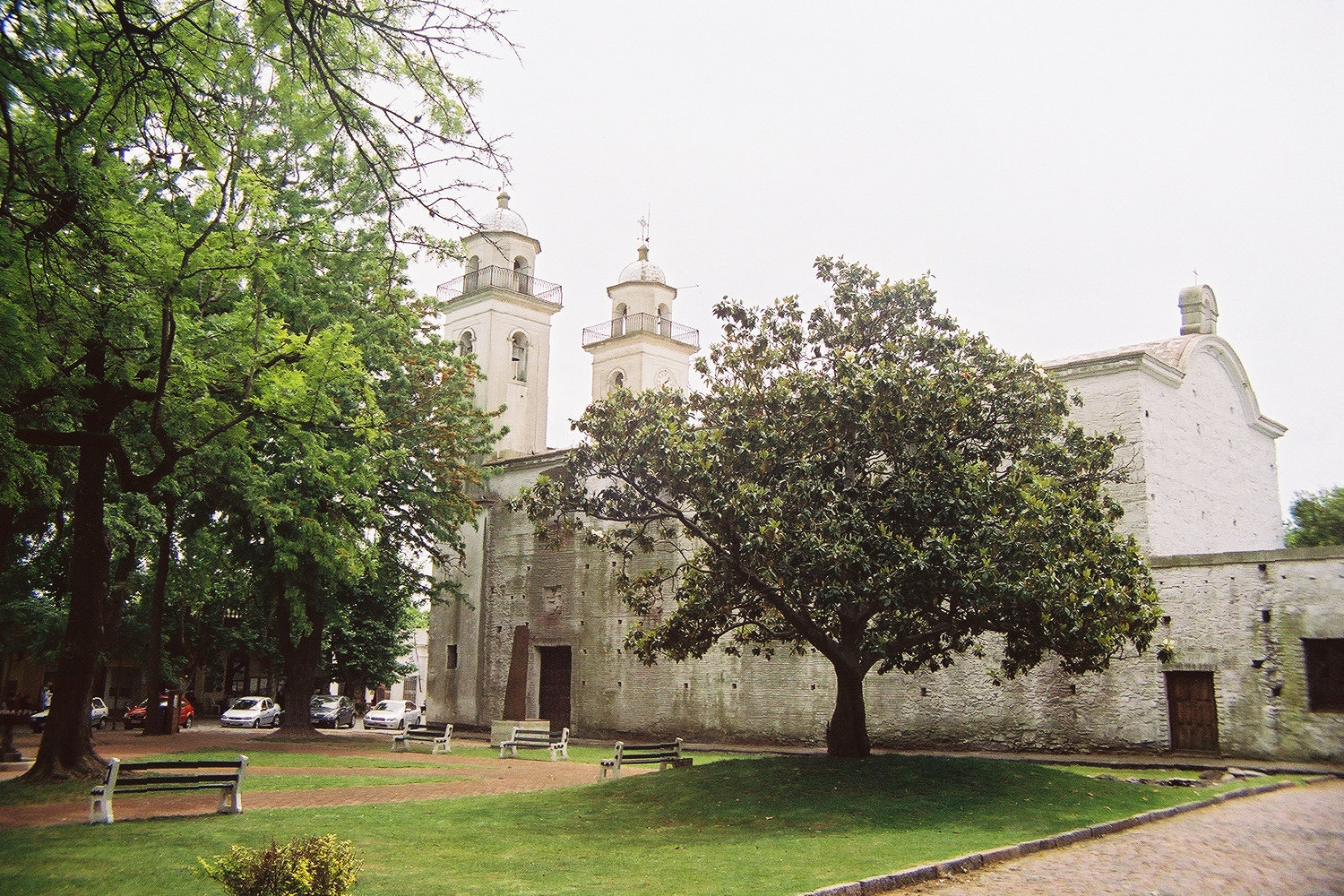
Базилика Сантисимо-Сакраменто

## Города-побратимы
- Пелотас, Бразилия[5]
- Гимарайнш, Португалия
- Морон, Аргентина